# Henry Marillier
Henry (Harry) Currie Marillier, né le 2 juillet 1865 à Grahamstown, dans la colonie du Cap et mort le 27 juillet 1951, est un écrivain anglais. Il est expert en tapisseries et ami d'Oscar Wilde.

## Biographie
Né le 2 juillet 1865 à Grahamstown, dans la colonie du Cap, Henry Currie Marillier est l'aîné et le fils unique du capitaine Charles Henry Marillier (mort en 1875) des fusils montés du Cap, et de sa mère Margaret.
En 1880, Oscar Wilde partage deux étages du 13 Salisbury Street avec Frank Miles. Cet établissement est tenu par une Miss Merritt, qui installe ses vieux parents au rez-de-chaussée et loue le dernier étage à un médecin âgé excentrique nommé Turner. Elle loue une étude exiguë au rez-de-chaussée au général Sir John Bisset, qui permet à son neveu de quatorze ans, Harry Marillier, étudiant au Christ's Hospital voisin, de venir y travailler. Le jeune Marillier se souvient d'Oscar comme d'« un jeune homme remarquable de belle apparence, aux vêtements magnifiques mais fantaisistes, et ressemblant plus à l'incarnation d'Apollon qu'à un être humain ordinaire ». Oscar lui propose de l'aider avec ses devoirs en grec ancien en échange de tasses de café. Il est stupéfait de voir tous les livres qu'il possède.